# Magnus Skogsberg Tear
Magnus Skogsberg Tear, ogift Skogsberg, född 8 juli 1961 i Slottsstadens församling, Malmö, Malmöhus län, är en svensk regissör, skådespelare, sångtextförfattare och artist.
Skogsberg Tear spelar sedan 2006 Sebastian, frukt- & gröntansvarig i Icas reklamfilmer.
Han har också medverkat i filmen Hälsoresan – En smal film av stor vikt och i TV-serier som Storstad, Anna Holt, Tusenbröder, Lögnens pris och Hombres. Han har regisserat TV-serier som Tre Kronor, Låt stå! och Rederiet, samt långfilmen Reine & Mimmi i fjällen!.

## Filmografi

### Regissör
- 1995–1996 – Tre Kronor (TV-serie)
- 1997 – Reine & Mimmi i fjällen!
- 1999 – Rederiet (TV-serie)
- 2000 – Låt stå! (TV-serie)

### Skådespelare
- 1987 – Skulden
- 1990 – Smash (TV-serie)
- 1990–1991 – Storstad (TV-serie)
- 1999 – Hälsoresan – En smal film av stor vikt
- 2002–2005 – Tusenbröder (TV-serie)
- 2006 – Hombres (TV-serie)
- 2007 – Lögnens pris (TV-serie)

## Teater

### Roller
| År   | Roll               | Produktion                                                         | Regi               | Teater                 |
| ---- | ------------------ | ------------------------------------------------------------------ | ------------------ | ---------------------- |
| 1993 | Peter K. Gerald P. | City of Angels Cy Coleman, Larry Gelbart och David Zippel          | Lars-Erik Liedholm | Stockholms stadsteater |
| 2023 | Alexander Hermelin | De’ e’ det här vi kallar kärlek Monica Forsberg och Ingela Forsman | Hans Marklund      | Nöjesteatern           |
| 2024 | Alexander Hermelin | De’ e’ det här vi kallar kärlek Monica Forsberg och Ingela Forsman | Hans Marklund      | Göta Lejon             |